# Placeres (sitio arqueológico)
Placeres es el nombre de un yacimiento arqueológico de la cultura maya ubicado al sur del estado de Campeche en México. El sitio es principalmente conocido por ser el lugar de origen de un friso monumental denominado como el “Relieve de Placeres” el cual formaba parte de la fachada superior de un templo. El sitio fue descubierto en la década de 1940 por el arqueólogo Sylvanuns Morley aunque la ubicación exacta del yacimiento es desconocida y el templo de donde fue extraído el Relieve de Placeres permanece perdido. El nombre "Placeres" viene de un antiguo campamento chiclero del sur de Campeche.

## Relieve de Placeres
El Relieve de Placeres es un friso de estuco con pintura roja que originalmente formaba parte de la decoración de la fachada frontal superior de un templo maya, de acuerdo a la datación fue elaborado entre los años 400 y 600 d. C. correspondiente al periodo clásico de la cultura maya, se trata de una compleja obra escultórica representando un mascarón con el rostro de un gobernante divinizado portando un tocado que incluye una banda real o sak hu'nal decorada con cruces, jeroglíficos alusivos al maíz y la cabeza de un ave cormorán en la parte superior, en los costados porta orejeras similares a las flores de la ceiba con las cabezas de las criaturas mitológicas conocidas como pez Xook y el monstruo de la tierra Imix y en la parte inferior un rostro de jaguar asociado al inframundo y la noche, junto al mascarón se representa a dos ancianos cargando símbolos de abundancia, agua, sabiduría y fertilidad a manera de ofrenda. El friso tiene unas dimensiones de 8.39 metros de largo y 2.48 metros de altura.
En 1968 un grupo de saqueadores llegaron a Placeres y documentaron con fotografías el friso que encontraron in situ, después lo removieron de su lugar de origen con la intención de venderlo a alguna colección arqueológica en Estados Unidos. Un año después, lo ofrecieron al Museo Metropolitano de Arte de Nueva York pero el director del lugar rechazó comprar la pieza y denunció el robo dando aviso a las autoridades mexicanas y al Instituto Nacional de Antropología e Historia para iniciar un proceso de repatriación.
En 1969 el friso fue resguardado en el Museo Nacional de Antropología de la Ciudad de México para su restauración. En la actualidad, el Relieve de Placeres se encuentra exhibido como una de las piezas principales de la sala maya del Museo Nacional de Antropología e Historia.